# Mas-de-Londres
Mas-de-Londres [mas də lɔ̃.dʁə] (en occitan Lo Castèl [lu kas'tɛl]) est une commune française située dans le nord-est du département de l'Hérault, en région Occitanie.
Exposée à un climat méditerranéen, elle est drainée par le Lamalou, le ruisseau de Rieutort et par divers autres petits cours d'eau. La commune possède un patrimoine naturel remarquable : deux sites Natura 2000 (le « pic Saint-Loup » et les « hautes garrigues du Montpelliérais »), un espace protégé (le « Pic Saint Loup ») et cinq zones naturelles d'intérêt écologique, faunistique et floristique.
Mas-de-Londres est une commune rurale qui compte 673 habitants en 2022, après avoir connu une forte hausse de la population depuis 1975. Elle fait partie de l'aire d'attraction de Montpellier. Ses habitants sont appelés les Castelains.

## Géographie

### Communes limitrophes
Les communes limitrophes sont  Cazevieille, Notre-Dame-de-Londres, Rouet, Saint-Martin-de-Londres, Valflaunès et Viols-en-Laval.

### Climat
Pour des articles plus généraux, voir Climat de l'Occitanie et Climat de l'Hérault.
En 2010, le climat de la commune est de type climat méditerranéen franc, selon une étude s'appuyant sur une série de données couvrant la période 1971-2000. En 2020, Météo-France publie une typologie des climats de la France métropolitaine dans laquelle la commune est exposée à un climat méditerranéen et est dans la région climatique  Provence, Languedoc-Roussillon, caractérisée par une pluviométrie faible en été, un très bon ensoleillement (2 600 h/an), un été chaud (21,5 °C), un air très sec en été, sec en toutes saisons, des vents forts (fréquence de 40 à 50 % de vents > 5 m/s) et peu de brouillards.
Pour la période 1971-2000, la température annuelle moyenne est de 13,1 °C, avec une amplitude thermique annuelle de 16,6 °C. Le cumul annuel moyen de précipitations est de 1 055 mm, avec 7 jours de précipitations en janvier et 3 jours en juillet. Pour la période 1991-2020, la température moyenne annuelle observée sur la station météorologique la plus proche, située sur la commune de Saint-Martin-de-Londres à 2 km à vol d'oiseau, est de 13,8 °C et le cumul annuel moyen de précipitations est de 1 087,5 mm,. Pour l'avenir, les paramètres climatiques de la commune estimés pour 2050 selon différents scénarios d’émission de gaz à effet de serre sont consultables sur un site dédié publié par Météo-France en novembre 2022.

### Milieux naturels et biodiversité

#### Espaces protégés
La protection réglementaire est le mode d’intervention le plus fort pour préserver des espaces naturels remarquables et leur biodiversité associée,.
Un  espace protégé est présent sur la commune : 
le « Pic Saint Loup », un terrain acquis (ou assimilé) par un conservatoire d'espaces naturels, d'une superficie de 32,7 ha.

#### Réseau Natura 2000

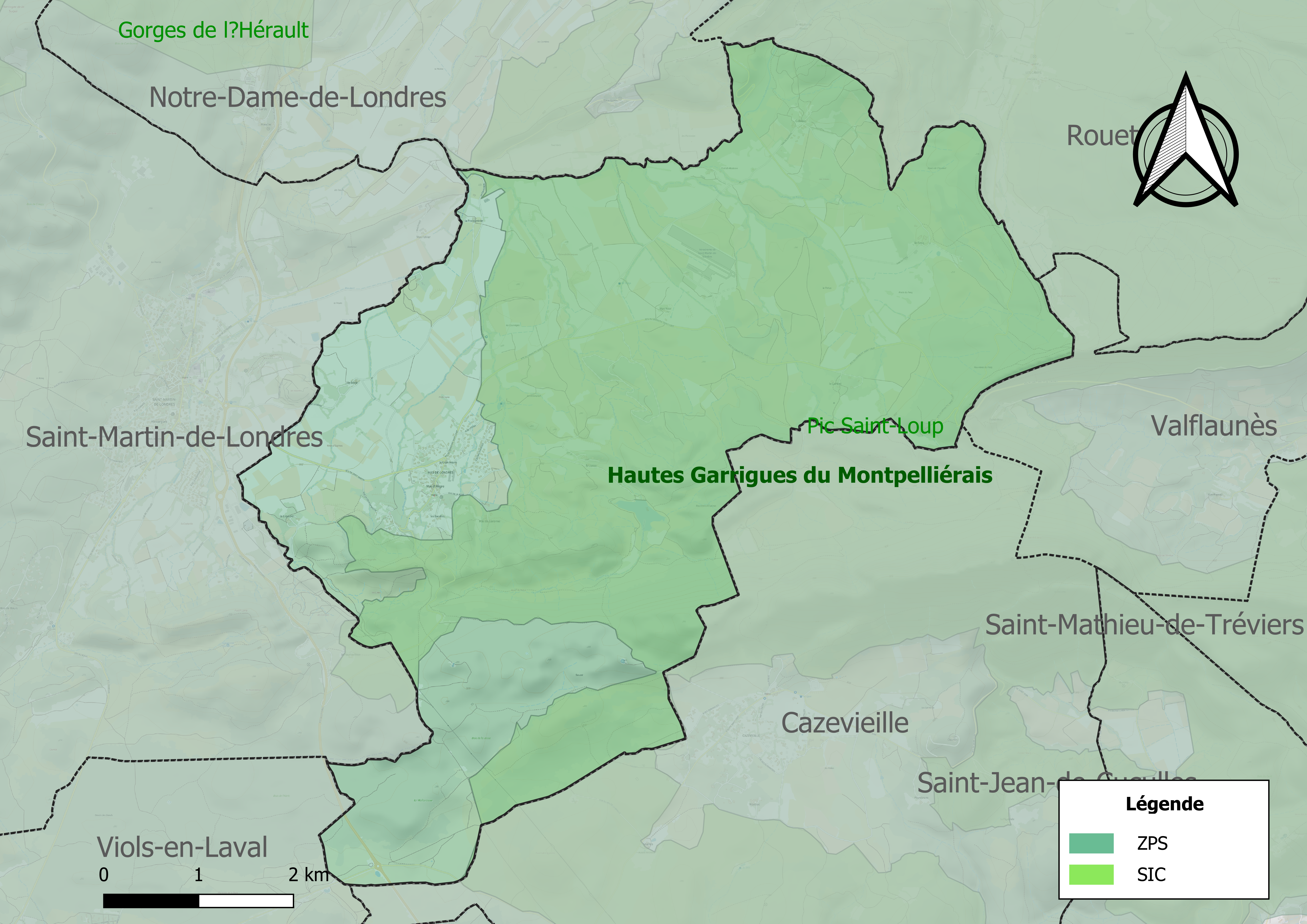
Site Natura 2000 sur le territoire communal.

Le réseau Natura 2000 est un réseau écologique européen de sites naturels d'intérêt écologique élaboré à partir des directives habitats et oiseaux, constitué de zones spéciales de conservation (ZSC) et de zones de protection spéciale (ZPS).
Un site Natura 2000 a été défini sur la commune au titre de la directive habitats :
- le « pic Saint-Loup », d'une superficie de 4 430 ha, comprenant de grandes étendues de pelouses et de matorrals à genévrier oxycèdre, en particulier, caractéristiques d'une pratique séculaire du pastoralisme. Les falaises du Pic-Saint-Loup et de l'Hortus recèlent trois espèces végétales endémiques (Erodium foetidum, Saxifraga cebennensis, Hieracium stelligerum)[12]

et un au titre de la directive oiseaux : 
- les « hautes garrigues du Montpelliérais », d'une superficie de 45 444 ha, abritant trois couples d'Aigles de Bonelli, soit 30 % des effectifs régionaux[13].

#### Zones naturelles d'intérêt écologique, faunistique et floristique
L’inventaire des zones naturelles d'intérêt écologique, faunistique et floristique (ZNIEFF) a pour objectif de réaliser une couverture des zones les plus intéressantes sur le plan écologique, essentiellement dans la perspective d’améliorer la connaissance du patrimoine naturel national et de fournir aux différents décideurs un outil d’aide à la prise en compte de l’environnement dans l’aménagement du territoire.
Trois ZNIEFF de type 1 sont recensées sur la commune :
- la « montagne d'Hortus » (1 153 ha), couvrant 3 communes du département[15] ;
- le « pic Saint-Loup » (818 ha), couvrant 5 communes du département[16],
- la « plaine de Notre-Dame-de-Londres et du Mas-de-Londres » (3 483 ha), couvrant 6 communes du département[17] ;

et deux ZNIEFF de type 2, : 
- les « garrigues boisées du nord-ouest du Montpelliérais » (16 219 ha), couvrant 17 communes du département[18] ;
- les « Pic-Saint-Loup et Hortus » (11 816 ha), couvrant 14 communes dont une dans le Gard et 13 dans l'Hérault[19].

Carte des ZNIEFF de type 1 et 2 à Mas-de-Londres.
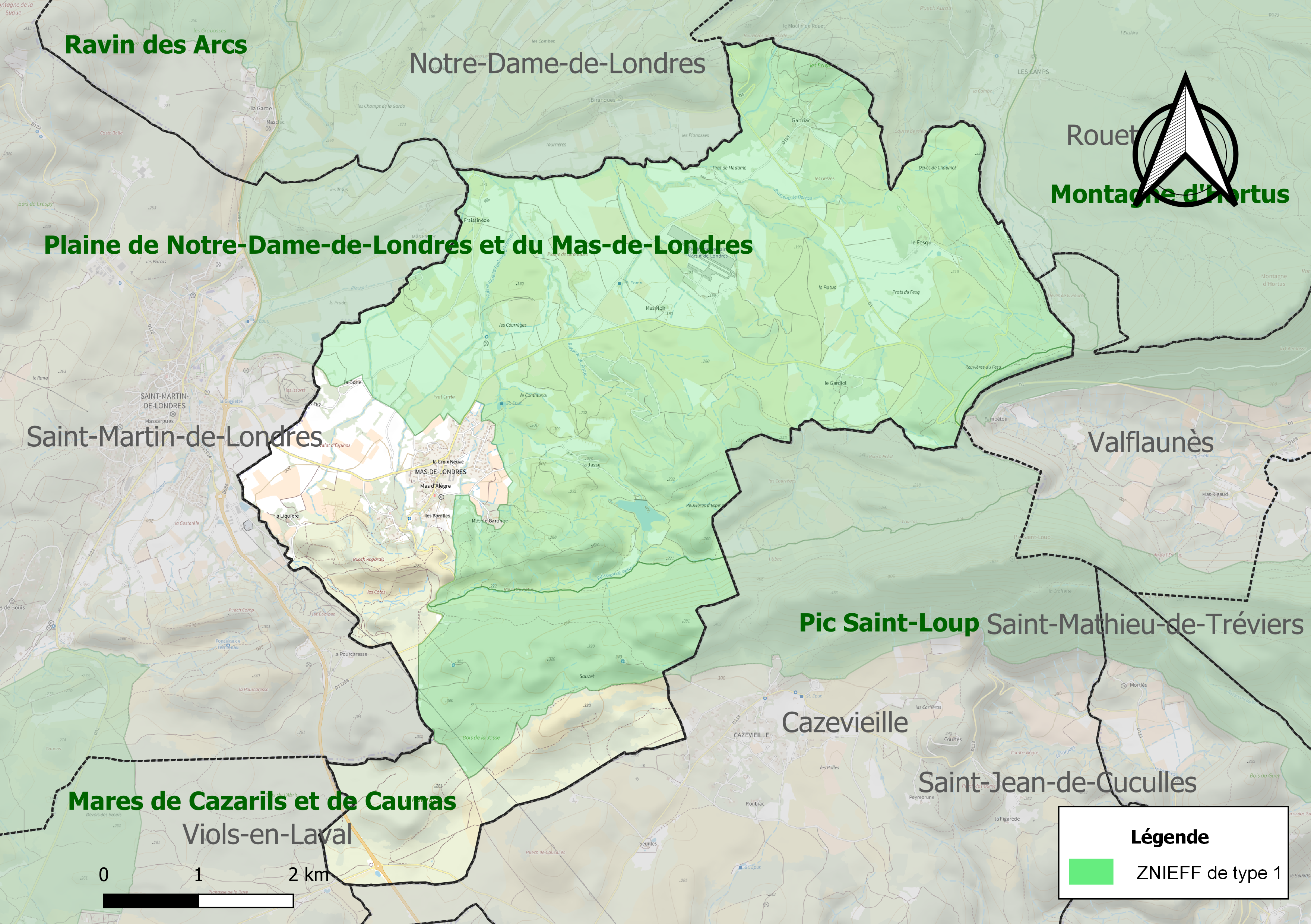
Carte des ZNIEFF de type 1 sur la commune.
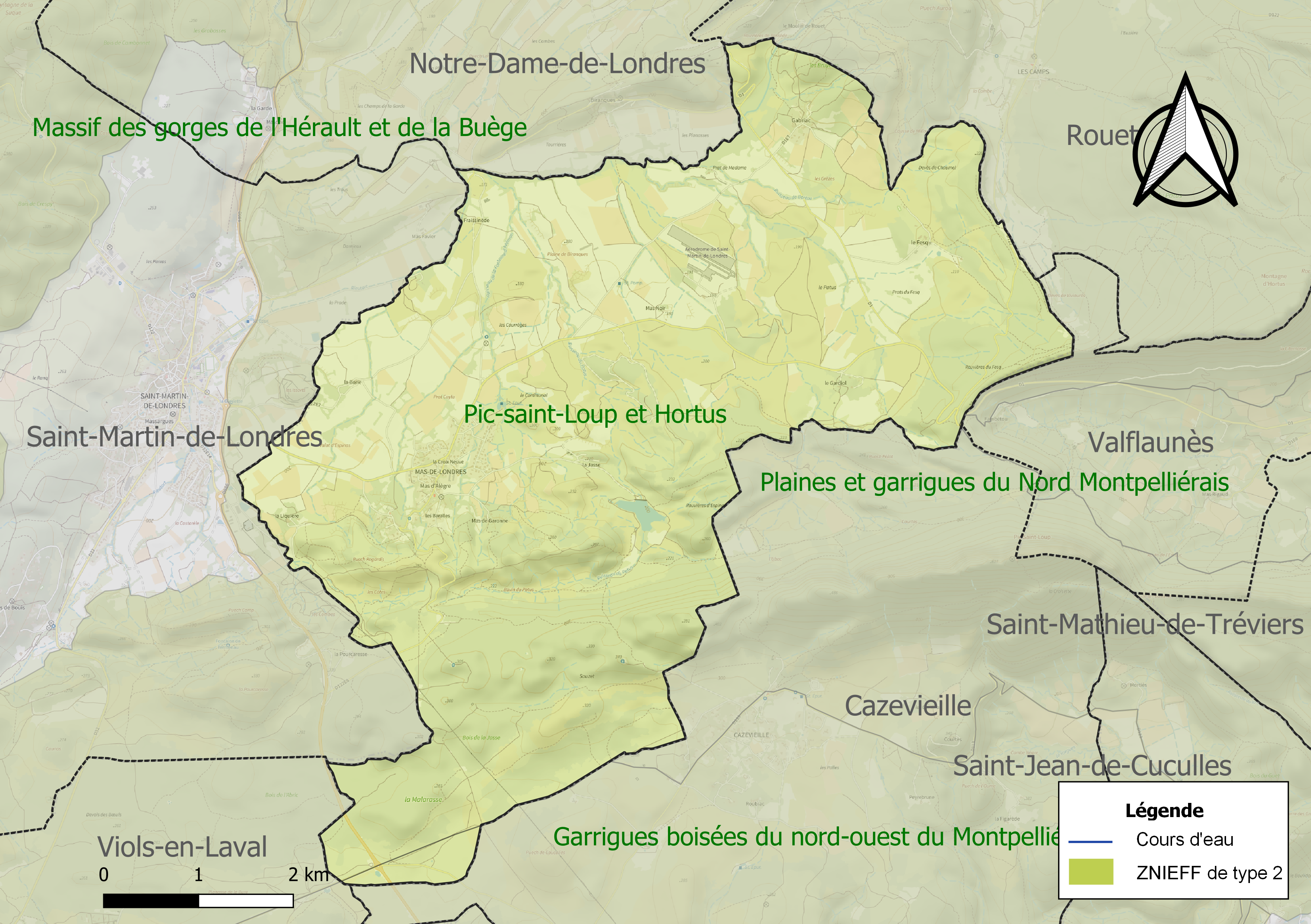
Carte des ZNIEFF de type 2 sur la commune.

## Urbanisme

### Typologie
Au 1er janvier 2024, Mas-de-Londres est catégorisée commune rurale à habitat dispersé, selon la nouvelle grille communale de densité à sept niveaux définie par l'Insee en 2022.
Elle est située hors unité urbaine. Par ailleurs la commune fait partie de l'aire d'attraction de Montpellier, dont elle est une commune de la couronne,. Cette aire, qui regroupe 161 communes, est catégorisée dans les aires de 700 000 habitants ou plus (hors Paris),.

### Occupation des sols
L'occupation des sols de la commune, telle qu'elle ressort de la base de données européenne d’occupation biophysique des sols Corine Land Cover (CLC), est marquée par l'importance des forêts et milieux semi-naturels (55,9 % en 2018), en augmentation par rapport à 1990 (49,8 %). La répartition détaillée en 2018 est la suivante : 
milieux à végétation arbustive et/ou herbacée (49,6 %), zones agricoles hétérogènes (21,2 %), prairies (11,9 %), cultures permanentes (9,5 %), forêts (4,1 %), espaces ouverts, sans ou avec peu de végétation (2,2 %), zones urbanisées (1,6 %). L'évolution de l’occupation des sols de la commune et de ses infrastructures peut être observée sur les différentes représentations cartographiques du territoire : la carte de Cassini (XVIIIe siècle), la carte d'état-major (1820-1866) et les cartes ou photos aériennes de l'IGN pour la période actuelle (1950 à aujourd'hui).

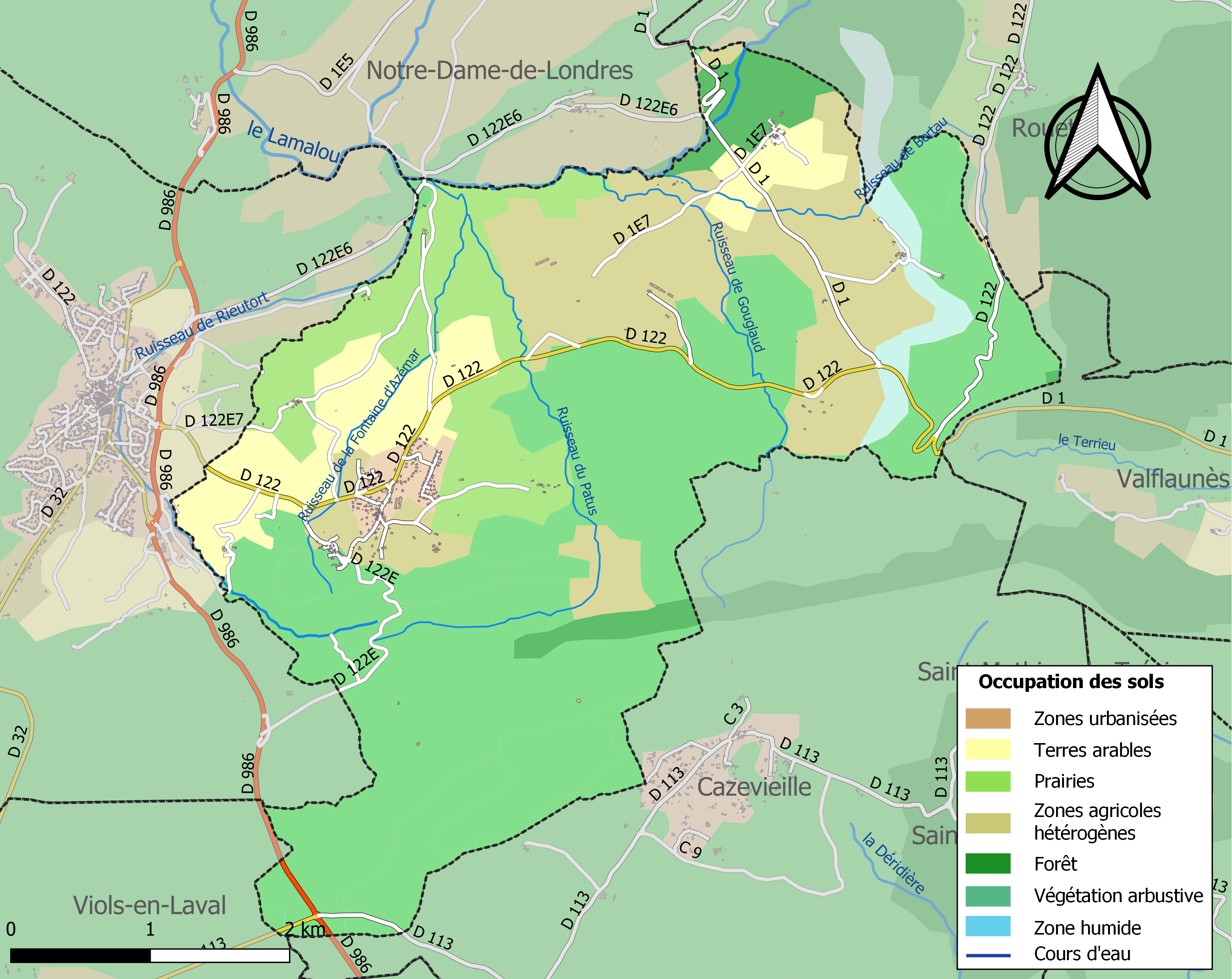
Carte des infrastructures et de l'occupation des sols de la commune en 2018 (CLC).

### Risques majeurs
Le territoire de la commune de Mas-de-Londres est vulnérable à différents aléas naturels : météorologiques (tempête, orage, neige, grand froid, canicule ou sécheresse), inondations, feux de forêts et séisme (sismicité faible). Il est également exposé à un risque technologique,  le transport de matières dangereuses. Un site publié par le BRGM permet d'évaluer simplement et rapidement les risques d'un bien localisé soit par son adresse soit par le numéro de sa parcelle.

#### Risques naturels
Certaines parties du territoire communal sont susceptibles d’être affectées par le risque d’inondation par débordement de cours d'eau, notamment le Lamalou. La commune a été reconnue en état de catastrophe naturelle au titre des dommages causés par les inondations et coulées de boue survenues en 1982, 2005, 2014 et 2020,.
Mas-de-Londres est exposée au risque de feu de forêt. Un plan départemental de protection des forêts contre les incendies (PDPFCI) a été approuvé en juin 2013 et court jusqu'en 2022, où il doit être renouvelé. Les mesures individuelles de prévention contre les incendies sont précisées par deux arrêtés préfectoraux et s’appliquent dans les zones exposées aux incendies de forêt et à moins de 200 mètres de celles-ci. L’arrêté du 25 avril 2002 réglemente l'emploi du feu en interdisant notamment d’apporter du feu, de fumer et de jeter des mégots de cigarette dans les espaces sensibles et sur les voies qui les traversent sous peine de sanctions. L'arrêté du 11 mars 2013 rend le débroussaillement obligatoire, incombant au propriétaire ou ayant droit,.

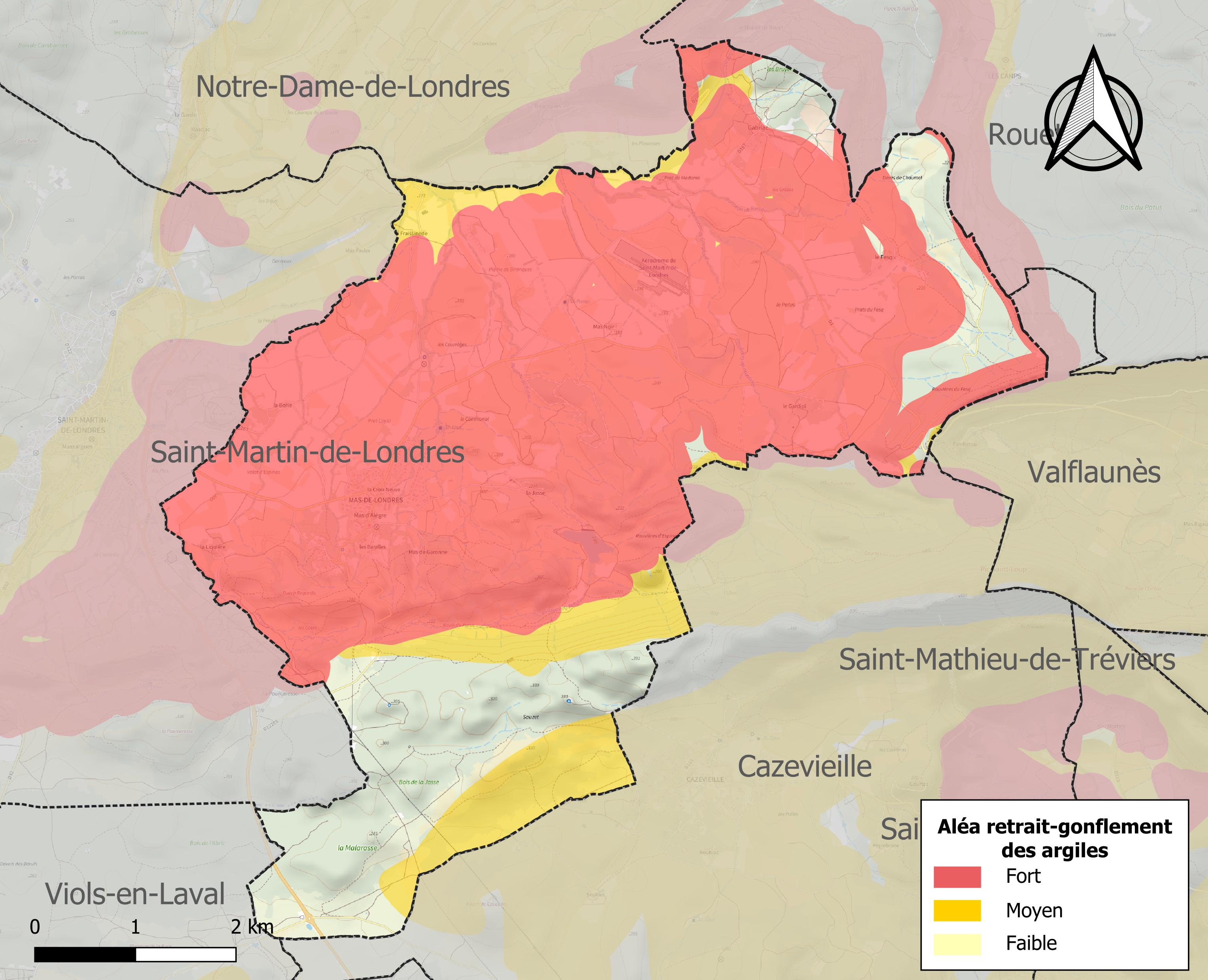
Carte des zones d'aléa retrait-gonflement des sols argileux de Mas-de-Londres.

Le retrait-gonflement des sols argileux est susceptible d'engendrer des dommages importants aux bâtiments en cas d’alternance de périodes de sécheresse et de pluie. 80,8 % de la superficie communale est en aléa moyen ou fort (59,3 % au niveau départemental et 48,5 % au niveau national). Sur les 232 bâtiments dénombrés sur la commune en 2019, 229 sont en aléa moyen ou fort, soit 99 %, à comparer aux 85 % au niveau départemental et 54 % au niveau national. Une cartographie de l'exposition du territoire national au retrait gonflement des sols argileux est disponible sur le site du BRGM,.
Par ailleurs, afin de mieux appréhender le risque d’affaissement de terrain, l'inventaire national des cavités souterraines permet de localiser celles situées sur la commune.

#### Risques technologiques
Le risque de transport de matières dangereuses sur la commune est lié à sa traversée par des infrastructures routières ou ferroviaires importantes ou la présence d'une canalisation de transport d'hydrocarbures. Un accident se produisant sur de telles infrastructures est susceptible d’avoir des effets graves sur les biens, les personnes ou l'environnement, selon la nature du matériau transporté. Des dispositions d’urbanisme peuvent être préconisées en conséquence.

## Toponymie
Mas (exploitation rurale féodale) accompagné du déterminatif Londres, sans rapport avec la capitale anglaise, peut-être un nom d'origine gauloise, Lundrense en 1146.

## Histoire
La mention la plus ancienne de l’église du Mas de Londres est de 1146,.
La bulle du pape Alexandre III du 25 octobre 1162, confirmant les différentes possessions de Gellone, cite la chapelle Saint Géraud « cum capella San Girardi de castro lundrensi ».

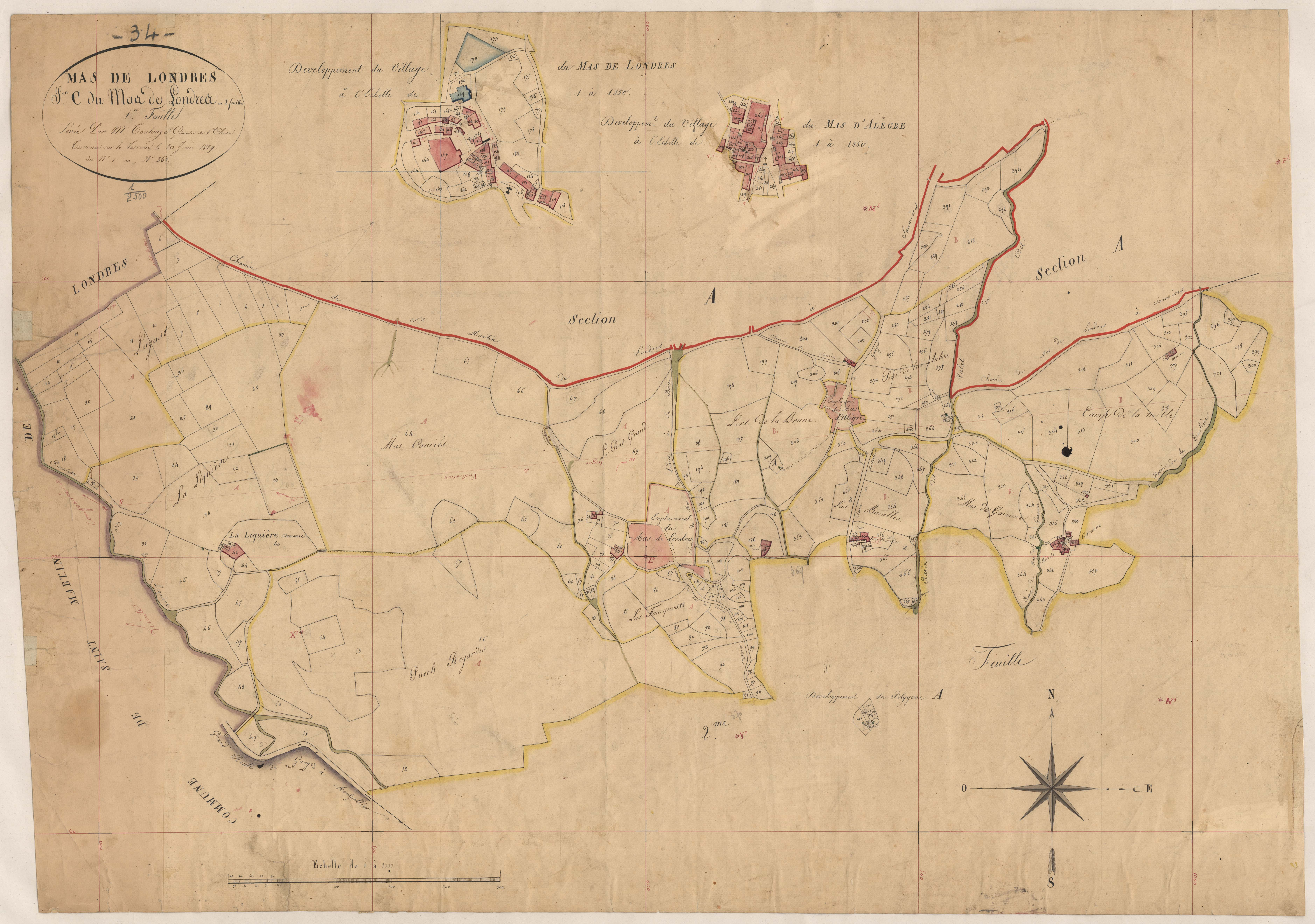
Plan cadastral napoléonien de la section C1 du Mas-de-Londres datant de 1829 Archives départementales de l'Hérault. Cote : 3 P 3580

Au cours de la Révolution française, la commune, alors nommée Château-de-Londres, reçoit le nom de Mas-de-Londres qu'elle conserve par la suite. L'ancienne appellation explique le gentilé de Castelains et le nom occitan de Lo Castèl.

## Politique et administration
| Période | Période  | Identité                    | Étiquette | Qualité                           |
| ------- | -------- | --------------------------- | --------- | --------------------------------- |
| 1789    | 1790     | Servel                      |           | Curé                              |
| 1790    | 1795     | Fulcrand Garone             |           |                                   |
| 1795    | 1800     | Fulcrand Cancel             |           |                                   |
| 1800    | 1811     | Fulcrand Garone             |           |                                   |
| 1811    | 1817     | Fulcrand Nourrit            |           |                                   |
| 1817    | 1830     | Emmanuel François de Malval |           |                                   |
| 1830    | 1837     | Antoine Garone              |           |                                   |
| 1837    | 1848     | Louis Jean                  |           |                                   |
| 1848    | 1852     | François Cancel             |           |                                   |
| 1852    | 1859     | Louis Jean                  |           |                                   |
| 1859    | 1870     | François Causse             |           |                                   |
| 1870    | 1876     | Fortuné Cancel              |           |                                   |
| 1876    | 1878     | Louis Causse                |           |                                   |
| 1878    | 1884     | Joseph Vialla               |           |                                   |
| 1884    | 1900     | Baptiste Couderc            |           |                                   |
| 1900    | 1907     | Joseph Vialla               |           |                                   |
| 1907    | 1945     | Frédéric Thérond            |           |                                   |
| 1945    | 1971     | Fortuné Thérond             |           |                                   |
| 1971    | 1979     | Joseph Cournut              |           |                                   |
| 1979    | 2008     | André Palaysi               | DVD       |                                   |
| 2008    | 2008     | Alain Nugues                |           |                                   |
| 2008    | 2010     | Patrice Colin               |           | Conseiller municipal par la suite |
| 2010    | 2020     | Franck Tourrel              | SE        | Employé                           |
| 2020    | En cours | Robert Arnal                |           |                                   |

- Source : « Résultats municipales 2020 au Mas-de-Londres », Le Monde (consulté le 1er juillet 2020).

## Démographie
L'évolution du nombre d'habitants est connue à travers les recensements de la population effectués dans la commune depuis 1793. Pour les communes de moins de 10 000 habitants, une enquête de recensement portant sur toute la population est réalisée tous les cinq ans, les populations de référence des années intermédiaires étant quant à elles estimées par interpolation ou extrapolation. Pour la commune, le premier recensement exhaustif entrant dans le cadre du nouveau dispositif a été réalisé en 2005.

En 2022, la commune comptait 673 habitants, en évolution de +2,28 % par rapport à 2016 (Hérault : +7,49 %, France hors Mayotte : +2,11 %).
| 1793 | 1800 | 1806 | 1821 | 1831 | 1836 | 1841 | 1846 | 1851 |
| ---- | ---- | ---- | ---- | ---- | ---- | ---- | ---- | ---- |
| 268  | 206  | 209  | 236  | 280  | 302  | 304  | 315  | 288  |

| 1856 | 1861 | 1866 | 1872 | 1876 | 1881 | 1886 | 1891 | 1896 |
| ---- | ---- | ---- | ---- | ---- | ---- | ---- | ---- | ---- |
| 274  | 256  | 254  | 235  | 234  | 194  | 235  | 230  | 204  |

| 1901 | 1906 | 1911 | 1921 | 1926 | 1931 | 1936 | 1946 | 1954 |
| ---- | ---- | ---- | ---- | ---- | ---- | ---- | ---- | ---- |
| 202  | 179  | 179  | 204  | 211  | 217  | 193  | 166  | 151  |

| 1962 | 1968 | 1975 | 1982 | 1990 | 1999 | 2005 | 2006 | 2010 |
| ---- | ---- | ---- | ---- | ---- | ---- | ---- | ---- | ---- |
| 126  | 129  | 120  | 183  | 204  | 275  | 304  | 315  | 482  |

| 2015 | 2020 | 2022 | - | - | - | - | - | - |
| ---- | ---- | ---- | - | - | - | - | - | - |
| 634  | 672  | 673  | - | - | - | - | - | - |

## Économie

### Revenus
En 2018, la commune compte 237 ménages fiscaux, regroupant 616 personnes. La médiane du revenu disponible par unité de consommation est de 23 130 € (20 330 € dans le département).

### Emploi
|                | 2008   | 2013   | 2018 |
| -------------- | ------ | ------ | ---- |
| Commune        | 6,3 %  | 6,4 %  | 6 %  |
| Département    | 10,1 % | 11,9 % | 12 % |
| France entière | 8,3 %  | 10 %   | 10 % |

En 2018, la population âgée de 15 à 64 ans s'élève à 418 personnes, parmi lesquelles on compte 82,8 % d'actifs (76,8 % ayant un emploi et 6 % de chômeurs) et 17,2 % d'inactifs,. Depuis 2008, le taux de chômage communal (au sens du recensement) des 15-64 ans est inférieur à celui de la France et du département.
La commune fait partie de la couronne de l'aire d'attraction de Montpellier, du fait qu'au moins 15 % des actifs travaillent dans le pôle,. Elle compte 93 emplois en 2018, contre 75 en 2013 et 53 en 2008. Le nombre d'actifs ayant un emploi résidant dans la commune est de 326, soit un indicateur de concentration d'emploi de 28,6 % et un taux d'activité parmi les 15 ans ou plus de 70,3 %.
Sur ces 326 actifs de 15 ans ou plus ayant un emploi, 53 travaillent dans la commune, soit 16 % des habitants. Pour se rendre au travail, 89,3 % des habitants utilisent un véhicule personnel ou de fonction à quatre roues, 1,2 % les transports en commun, 3,9 % s'y rendent en deux-roues, à vélo ou à pied et 5,5 % n'ont pas besoin de transport (travail au domicile).

### Activités hors agriculture

#### Secteurs d'activités
46 établissements sont implantés  à Mas-de-Londres au 31 décembre 2019. Le tableau ci-dessous en détaille le nombre par secteur d'activité et compare les ratios avec ceux du département,.
| Secteur d'activité                                                                                        | Commune | Commune | Département |
| Secteur d'activité                                                                                        | Nombre  | %       | %           |
| --- | ------- | ------- | ----------- |
| Ensemble                                                                                                  | 46      |         |             |
| Industrie manufacturière, industries extractives et autres                                                | 2       | 4,3 %   | (6,7 %)     |
| Construction                                                                                              | 11      | 23,9 %  | (14,1 %)    |
| Commerce de gros et de détail, transports, hébergement et restauration                                    | 10      | 21,7 %  | (28 %)      |
| Information et communication                                                                              | 1       | 2,2 %   | (3,3 %)     |
| Activités spécialisées, scientifiques et techniques et activités de services administratifs et de soutien | 7       | 15,2 %  | (17,1 %)    |
| Administration publique, enseignement, santé humaine et action sociale                                    | 10      | 21,7 %  | (14,2 %)    |
| Autres activités de services                                                                              | 5       | 10,9 %  | (8,1 %)     |

Le secteur de la construction est prépondérant sur la commune puisqu'il représente 23,9 % du nombre total d'établissements de la commune (11 sur les 46 entreprises implantées  à Mas-de-Londres), contre 14,1 % au niveau départemental.

#### Entreprises et commerces
L'entreprise ayant son siège social sur le territoire communal qui génère le plus de chiffre d'affaires en 2020 est : 
- Lea-Finances, conseil pour les affaires et autres conseils de gestion (29 k€).

### Agriculture
La commune est dans les Garrigues, une petite région agricole occupant une partie du centre et du nord-est du département de l'Hérault. En 2020, l'orientation technico-économique de l'agriculture  sur la commune est la viticulture.
|               | 1988 | 2000 | 2010 | 2020 |
| ------------- | ---- | ---- | ---- | ---- |
| Exploitations | 26   | 21   | 20   | 13   |
| SAU (ha)      | 478  | 473  | 523  | 428  |

Le nombre d'exploitations agricoles en activité et ayant leur siège dans la commune est passé de 26 lors du recensement agricole de 1988  à 21 en 2000 puis à 20 en 2010 et enfin à 13 en 2020, soit une baisse de 50 % en 32 ans. Le même mouvement est observé à l'échelle du département qui a perdu pendant cette période 67 % de ses exploitations,. La surface agricole utilisée sur la commune a également diminué, passant de 478 ha en 1988 à 428 ha en 2020. Parallèlement la surface agricole utilisée moyenne par exploitation a augmenté, passant de 18 à 33 ha.

## Culture locale et patrimoine

### Lieux et monuments
- Église paroissiale Saint-Géraud (citée dès 1162. Travaux du  4e quart du XVIe siècle ; XVIIe siècle). L'édifice a été classé au titre des monuments historiques en 1981[42].

### Personnalités liées à la commune
- Fabien Galthié (1969-), ancien capitaine du XV de France, ex-entraîneur du Montpellier Hérault Rugby et sélectionneur du XV de France y a résidé.

## Folklore
La traditionnelle fête appelée Festa de Mas a lieu le deuxième week-end du mois de juin.